# 弗拉德琴
45°33′56″N 28°36′14″E / 45.56556°N 28.60389°E

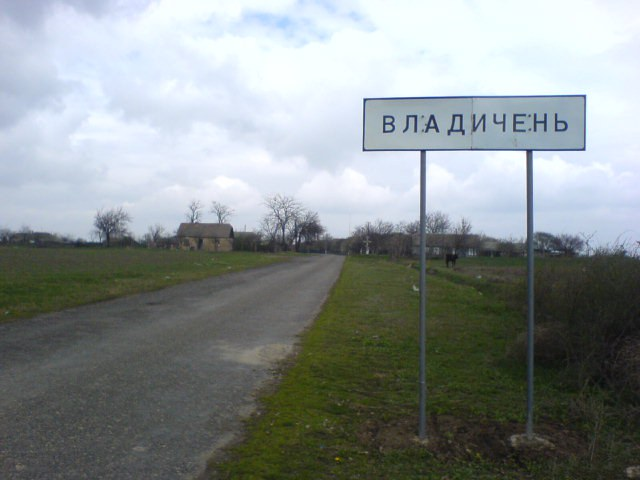

弗拉德琴（羅馬化：Vladychen）是位於烏克蘭西南部的村莊，由敖德萨州博爾赫拉德區的博爾赫拉德市鎮負責管轄。該村始建於1804年，面積2.4平方公里，海拔高度19米，2001年人口1,263，人口密度每平方公里526.25人。